# Bernardo VII de Cominges
Bernardo VII de Cominges, conde soberano de Cominges, hijo de Bernardo VI de Cominges, casado el 26 de agosto de 1245 con Teresa d´Astarac.

## Matrimonio y descendencia
Se casó con Laura de Montfort, hija de Felipe de Montfort, señor de Castres y de Juana de Levis. 
El conde Bernard VII de Cominges y su mujer tuvieron ocho hijos: 
1. Bernardo VIII de Cominges. Conde soberano de Cominges-Turena. 
2. Guido de Cominges, llamado "el pequeño rey de Albí", fallecido en 1365 sin descendencia. Heredó de su madre el señorío de Albí. Se casó en 1309 con Margarita de Monteil (+1313), y en 1323 con India de Caumont.
3. Pedro-Ramón I de Cominges (+1341). Casado con Francisca d´Armagnac-Fezensac. Tuvieron dos hijos: 
- Pedro-Ramón II de Cominges, el cual se casó en 1350 con su prima-hermana Juana de Cominges, hija de Bernard VIII de Cominges, para heredar los Estados de Cominges.
- Juana de Cominges, casada con Gerardo II d´Armagnac, vizconde de Fezensaguet.

4. Arnaldo-Roger de Cominges, Obispo de Clermont, (+1336).
5. Juan-Ramón de Cominges. Cardenal, primer arzobispo de Toulouse y de Oporto (muerto en 1348). Varios cardenales con el apoyo del Rey de Francia, le ofrecieron la corona papal a la muerte de Juan XXII, pero Juan de Cominges rehusó el solio pontificio, ya que su elección estaba condicionada a que no llevara de vuelta la Corte Papal a Roma. 
6. Simón de Cominges. 
7. Cecilia de Cominges, casada con el conde Amanieu d´Astarac y, tras enviudar en 1331, se volvió a casar con Juan II de Monferrato. No tuvo descendencia.
8. Leonor de Cominges, casada en 1327 con su primo-hermano Gastón II de Foix-Béarn. La princesa Leonor fue regenta de los Estados de Béarn, Bigorre y Foix tras la muerte de su marido en 1343 y hasta la mayoría de edad de su único hijo Gastón III Febus, a la postre padre con su concubina Caterina de Rabat del bastardo Bernardo de Foix, primer señor de Medinaceli y fundador de la casa de su nombre.
- Datos: Q5726944
- Multimedia: Bernard VII, Count of Comminges / Q5726944